# África Blesa
África Blesa Bort (Santa Isabel de Fernando Poo, Guinea Española; 14 de diciembre de 1958) es una ex gimnasta rítmica española. Formó parte de la primera selección nacional de gimnasia rítmica de España y participó en el Campeonato Mundial de Madrid en 1975.

## Biografía deportiva

### Inicios

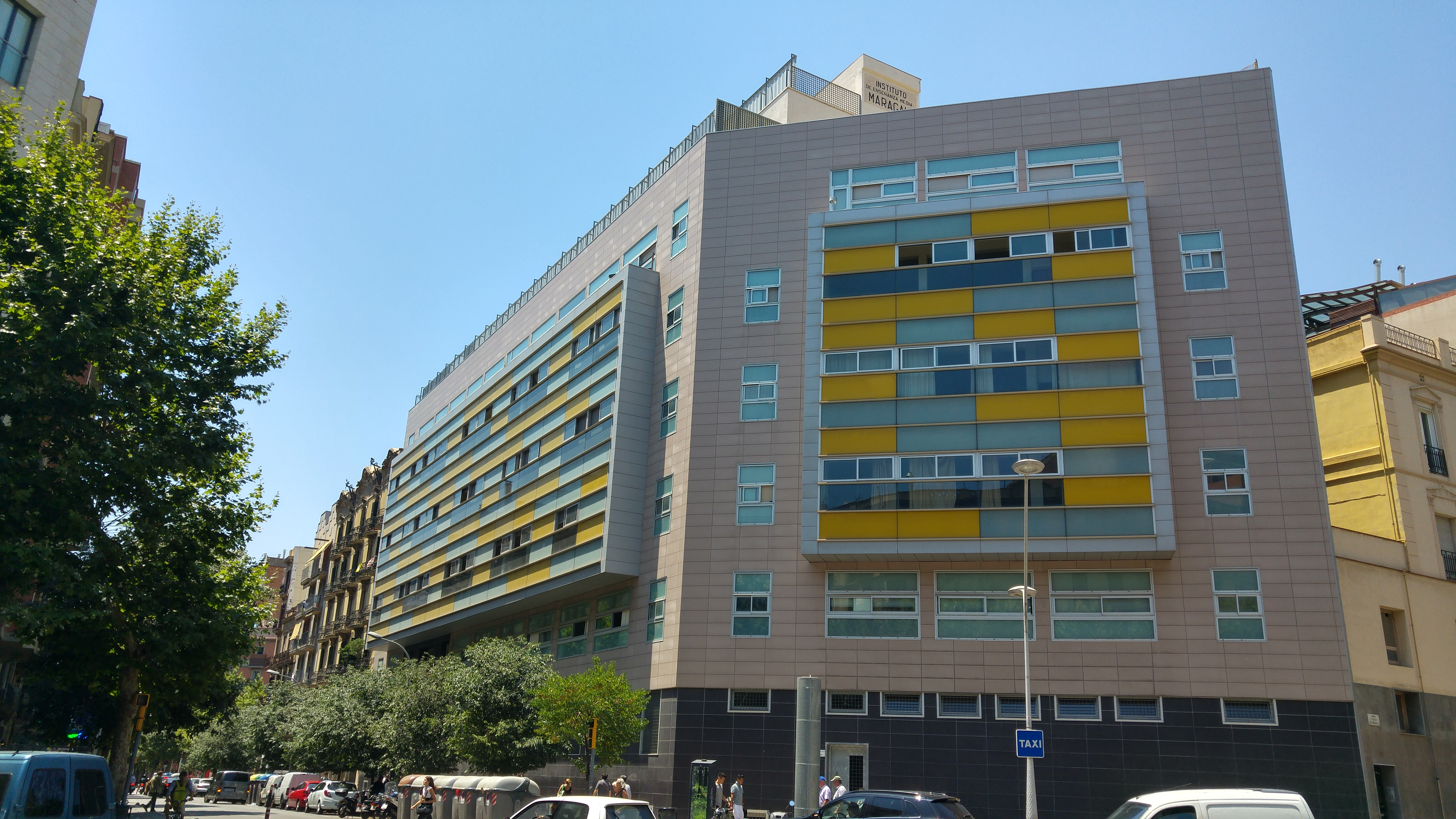
Institut Maragall de Barcelona, donde África empezó a practicar gimnasia.

Nació en 1959 en Santa Isabel de Fernando Poo (Guinea Española), donde su padre trabajaba en una explotación frutal y agrícola. En 1968 se trasladó a Barcelona con su familia. En el Instituto Maragall empezó a practicar gimnasia educativa, participando en campeonatos escolares. Posteriormente se interesó en la gimnasia rítmica, la cual empezó a practicar en 1971. Se trasladó entonces a Madrid y en 1973 participó como alumna en el primer curso de entrenadoras y jueces de gimnasia rítmica, impartido por la italiana Egle Abruzzini y la húngara Madame Abad.

### Etapa en la selección nacional

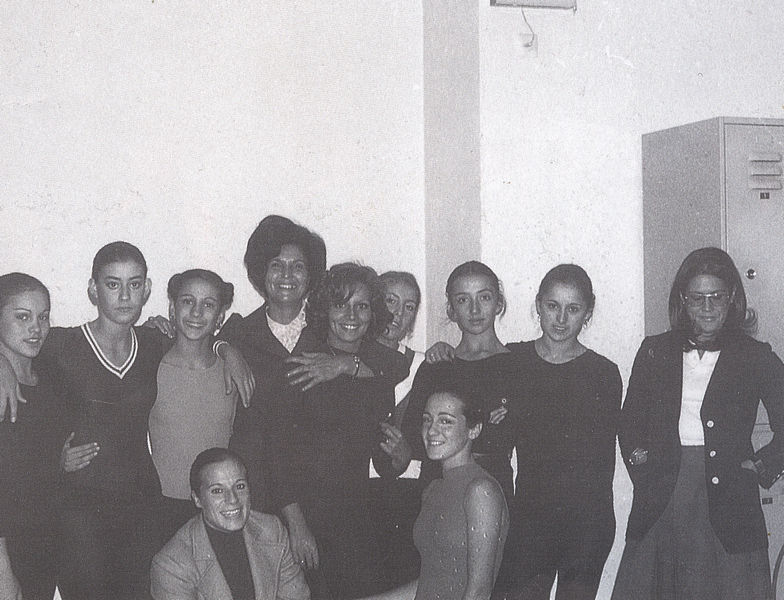
África (tercera a la izquierda) con la selección nacional (1975).

Formó parte de la primera selección nacional de gimnasia rítmica de España, creada por la Real Federación Española de Gimnasia en 1974. La seleccionadora del equipo era la búlgara Ivanka Tchakarova, que contaba con la ayuda como entrenadora de Carmen Algora. En un primer momento entrenaron en el gimnasio de la Delegación Nacional de Deportes, donde no había moqueta, y posteriormente pasaron al Gimnasio Moscardó de Madrid. También realizaron varias concentraciones antes de las competiciones, como las que tuvieron en Pontevedra o en Sofía y Varna. En 1974 participó en el encuentro España-Italia en Madrid, su primera competición internacional.
A finales de abril de 1975, disputó el I Campeonato de España de Gimnasia Rítmica, celebrado en Madrid. En el mismo quedó subcampeona de la general, por detrás de Begoña Blasco y empatada con María Jesús Alegre. En las finales por aparatos fue plata en aro, oro en mazas y nuevamente oro en cinta. En mayo de 1975 participó con Alegre y Blasco en el torneo de Corbeil-Essonnes y la Copa Stoudenska Tribouna de Sofía.
En noviembre de 1975, participó en el Campeonato del Mundo de Madrid, donde obtuvo el 9.º puesto en la general y el 4.º puesto en cinta. Las otras representantes españolas en el Mundial fueron María Jesús Alegre, Begoña Blasco y el conjunto español. Aunque el inicio de la competición estaba inicialmente previsto para el 20 de noviembre, tuvo que ser retrasado debido a la muerte de Francisco Franco. En una Copa de Europa no oficial disputada Viena en abril de 1976 donde acudieron las individuales de la selección, fue 8.ª. En mayo volvió a acudir con el resto de individuales a la Copa Stoudenska Tribouna de Sofía, donde quedó 16.ª. En el II Campeonato de España de Gimnasia Rítmica, disputado nuevamente en Madrid ese año, fue medalla de bronce en la general, oro en aro, plata en cuerda y cinta, y bronce en pelota. Ese año participó con sus compañeras en una exhibición en la apertura de los Juegos Olímpicos de Montreal 1976. En mayo de 1977 volvió a la Copa Stoudenska Tribouna de Sofía, donde fue 17.ª en la general. En diciembre de 1977 fue 4.ª en la general del Campeonato de España Individual de Gimnasia Rítmica en Gijón, siendo bronce en aro, 5.ª en pelota y 4.ª en cuerda.

### Retirada de la gimnasia
En 1977 comenzó a estudiar Educación Física en el INEF de Madrid, licenciándose en 1982. En 1984, el Ministerio de Asuntos Exteriores le otorgó una bolsa de viaje para trasladarse a la prestigiosa compañía de danza Alvin Ailey American Dance Theater de Nueva York.

## Palmarés deportivo

### Selección española
| 1975 - Campeonato del Mundo de Madrid 9.º puesto en concurso general 4.º puesto en cinta 1976 - Copa de Europa de Viena (no oficial) 8.º puesto en concurso general - Copa Stoudenska Tribouna de Sofía 16.º puesto en concurso general 1977 - Copa Stoudenska Tribouna de Sofía 17.º puesto en concurso general |